# スペシャルティ・レコード
スペシャルティ・レコード（Specialty Records）は、米国カリフォルニア州ロサンゼルスに存在したレコードレーベル。R&B、ブルース、ゴスペルなどのブラックミュージックの専門レーベルとして、主に1950年代にリトル・リチャードを始め、多くのスターを送り出した。

## 歴史
スペシャルティ・レコードは、1946年にカリフォルニア州ロサンゼルスでユダヤ系のアート・ループによって設立された。ループは、その時点で既にジュークボックス・レコードを設立していたが、ビジネス・パートナーだったアル・ミドルマンにレーベルを譲り、新たにスペシャルティを興した。初期にリリースしたアーティストにはロイ・ミルトン、ジミー・リギンズ、ジョー・ラッチャーらがいる。
1952年、ループは同じロサンゼルスのレーベル、インペリアルから登場したファッツ・ドミノに感銘を受け、新たなアーティストを探しに彼の出身地のニューオーリンズへ赴いた。同年、そこで発掘したロイド・プライスを"Lawdy Miss Clawdy"でデビューさせる。これがR&Bチャートの1位を記録、存在感を示した。
1953年には、レーベルのプロモーションを担当していたジョニー・ヴィンセントがギター・スリムをループに紹介し、レーベル・デビューを果たす。1955年には、ジョージア州メイコンのリトル・リチャードと契約した。
ゴスペルでは、サム・クックの率いるソウル・スターラーズがレーベルから作品をリリースし人気を博した。その後、宗教音楽から世俗のソウル・ミュージックへの転向を希望したサム・クックに対し、ゴスペル・ファン層の支持を失うことを恐れたループは強く反対し、クックとのレーベル契約を解約した。
レーベルでは、他にラリー・ウィリアムズ、ドン&デューイー、パーシー・メイフィールドなどをレコーディングした。1960年代に入ると、ループの関心は石油などレコード業界以外のビジネスに移り、新たなレコーディングのペースは落ちていった。
新作をリリースしなくなった後もレーベルの経営はループの娘に引き継がれ継続し、既存のレコーディングの再発を続けていたが、1990年にファンタジー・レコードに売却され傘下に入った。2004年にはファンタジーがコンコード・ミュージック・グループに買収され、現在はスペシャルティもその傘下にある。
2022年4月15日、アート・ループがカリフォルニア州サンタバーバラの自宅にて死去。104歳。